# Radio Azzurra (Novara)
Radio Azzurra FM è un'emittente radiofonica privata di Novara. Il segnale copre le province di Novara, Vercelli, Alessandria, Biella, Varese, Milano, Pavia e Verbano-Cusio-Ossola.
Fondata da Ugo Ponzio il 4 novembre 1975 con il nome di Radio Azzurra Novara, dal 2003 è diventata Radio Azzurra FM - Urban Station, caratterizzata da una programmazione musicale americana, Black, Hip-Hop e R'n'B.
Da sempre voce dello sport cittadino e punto di riferimento per i tifosi del Novara Calcio, per i quali ha raccontato i lunghi anni in Serie C, ma anche l'ascesa fino alla Serie A.
Per due stagioni, dal 2017 al 2019, ha seguito in diretta tutte le partite della Igor Volley Novara, compresa da Berlino la finale vittoriosa di Champions League commentata da Federico Pavesi, Lorenzo La Capria e Bunny Celasco.